# Pseudomecas pickeli
Pseudomecas pickeli là một loài bọ cánh cứng trong họ Cerambycidae.